# Métalogique
 (novembre 2017).
Si vous disposez d'ouvrages ou d'articles de référence ou si vous connaissez des sites web de qualité traitant du thème abordé ici, merci de compléter l'article en donnant les références utiles à sa vérifiabilité et en les liant à la section « Notes et références ».
La métalogique est l'étude de la métathéorie de la logique. Alors que la logique étudie comment des systèmes logiques peuvent être utilisés pour construire un argument valide et correct, la métalogique concerne les vérités qui peuvent être dérivées des langages et des systèmes qui sont utilisés pour exprimer des vérités.
Les objets de base de l'étude métalogique sont les langages formels des systèmes formels, et leurs interprétations. L'étude de l'interprétation des systèmes formels est la branche de la logique mathématique appelée théorie des modèles, et l'étude des systèmes déductifs est appelée la théorie de la démonstration.

## Distinctions importantes

### Langage Objet–Métalangage
En métalogique, les langages formels sont parfois appelés des langages objets. Le langage utilisé pour faire des déclarations au sujet d'un langage objet est appelé un métalangage. Cette distinction est la clé de la différence entre la logique et la métalogique. Alors que la logique traite des preuves dans un système formel, exprimé dans un langage formel, la métalogique traite des preuves à propos d'un système formel.

### Sémantique–syntaxe
En métalogique, la « syntaxe » est en rapport avec les langages formels ou systèmes formels, sans interprétation, alors que, la « sémantique » est en rapport avec l'interprétation des langages formels. Le terme « syntaxique » a une portée légèrement plus large que celui de « preuve-théorétique », car il peut être appliqué à des propriétés des langages formels sans systèmes déductifs ainsi qu'aux systèmes formels. « Sémantique » est synonyme de « modèle théorique ».

## Histoire
Les questions de métalogique sont posées depuis l'époque d'Aristote. Cependant, ce ne fut qu'avec la montée des langages formels à la fin du XIXe siècle et début du XXe siècle que les études sur les fondements de la logique ont commencé à fleurir. En 1904, David Hilbert a observé, dans des études portant sur les fondements des mathématiques, que les notions logiques sont présupposées, l'utilisation des principes de la métalogique et de la métamathématique étaient nécessaires. Aujourd'hui, la métalogique et la métamathématique sont synonymes, et ont été sensiblement réunis en académie[Quoi ?] sous la logique mathématique.[Interprétation personnelle ?]